# Basri Dirimlili
Basri Dirimlili (* 7. Juni 1929 in Silistra, Bulgarien; † 14. September 1997 in der Türkei) war ein türkischer Fußballspieler und -trainer. Durch seine langjährige Tätigkeit für Fenerbahçe Istanbul wird er stark mit diesem Verein assoziiert. Auf der Fan- und Vereinsseite wird er als einer der bedeutendsten Spieler der Klubgeschichte aufgefasst. Aufgrund seiner aufopferungsvollen und bedingungslosen Spielweise wurde er zu seiner Spielerzeit Mehmetçik Basri, Cengaver Basri oder Asker Basri (dt.: Soldat Basri) genannt. Später war er in diversen Vereinen als Trainer bzw. Co-Trainer tätig.

## Spielerkarriere

### Verein
Dirimlili kam 1929 als Sohn von Bulgarien-Türken im bulgarischen Silistra zur Welt. Später siedelte er mit seiner Familie in die Türkei über und ließ sich in Eskişehir nieder. Hier begann er mit dem Vereinsfußball in der Jugend des Militärklubs Eskişehir Havagücü. Später schaffte er es in die erste Auswahl des Vereins und spielte mit der Amateurauswahl der Türkischen Nationalmannschaft  bei den Olympischen Sommerspielen 1952. Bis zum Spätsommer 1953 spielte er in Eskişehir für Eskişehir Havagücü und kurze Zeit für Eskişehir Demirspor.
Anschließend wechselte er zum Istanbuler Traditionsverein Fenerbahçe Istanbul. Hier erkämpfte er sich auf Anhieb einen Stammplatz und wurde mit seiner Mannschaft zweimal Meister der regional ausgetragenen İstanbul Futbol Ligi. Im Sommer 1959 erlangte man die erste Meisterschaft der neugegründeten und landesweit ausgelegten Süper Lig. Zwei Jahre gelang es der Mannschaft erneut die Meisterschaft für sich zu entscheiden.
Zum Saisonende der Spielzeit 1963/64 verließ er Fenerbahçe und wechselte zum Ligakonkurrenten Karşıyaka SK. Hier übernahm er die Doppelrolle Spielertrainer und assistierte auch dem Cheftrainer Bülent Eken als dessen Co-Trainer. Zum Saisonende misslang der Klassenerhalt, sodass Karşıyaka in die neugegründete zweithöchste Spielklasse, in die heutige TFF 1. Lig, abstieg.

### Nationalmannschaft
Dirimlili bestritt sein Länderspieldebüt am 21. Juni 1952 während der Olympischen Sommerspiele 1952 beim 1:2-Sieg der Amateurauswahl der türkischen Nationalmannschaft gegen die Nationalmannschaft der Niederländischen Antillen. Während des Turniers kam man bis ins Viertelfinale.
Die nachfolgenden Jahre spielte er für diverse Nationalmannschaften der Türkei. Für die reguläre Nationalmannschaft absolvierte er 27 Spiele.
Er nahm mit der türkischen Nationalmannschaft an der Weltmeisterschaft 1954 teil. Hier belegte man am Ende der Gruppenphase punktgleich mit der deutschen Auswahl den zweiten Tabellenplatz. Obwohl man das bessere Torverhältnis hatte, wurde nach der damaligen Regelung der Gruppenzweite durch ein Entscheidungsspiel zwischen diesen beiden Teams ermittelt. Diese Begegnung entschied Deutschland 7:2 für sich.

## Trainerkarriere
Dirimlili arbeitete bereits in seiner letzten Station als Fußballspieler bei Dirimlili Karşıyaka SK als Co-Trainer.
Nach seiner aktiven Laufbahn als Spieler arbeitete er dann bei diversen Vereinen als Cheftrainer. Ferner war er lange Zeit bei Fenerbahçe als Co-Trainer tätig und assistierte hier Ignác Molnár, Valdir Pereira, Traian Ionescu und Branko Stanković.

## Erfolge

### Als Spieler
- Fenerbahçe Istanbul:
  - İstanbul Futbol Ligi (2): 1956/57, 1958/59
  - Süper Lig (3): 1959, 1960/61, 1963/64

- Türkische Nationalmannschaft:
  - Teilnahme an den Olympischen Sommerspielen 1952
  - Teilnahme an der Weltmeisterschaft 1954

## Auszeichnungen
- Vom Türkischen Sportjournalisten-Verein wurde Dirimlili in die beste Elf der letzten 25 Jahre im türkischen Fußball gewählt.[4]
- Er wurde 1965 in einem von der Tageszeitung Cumhuriyet organisierten Wettbewerb in die beste Elf der letzten 42 Jahre gewählt, d. h. seit der Gründung des türkischen Fußballverbandes.[5]